# Yell (Écosse)
Pour les articles homonymes, voir Yell.
Yell est une des îles du Nord (North Isles) dans les Shetland au Nord-Ouest de l'Écosse. Avec une superficie de 212 km2 et une population de 957 habitants, elle est la seconde plus grande île de l'archipel et la troisième plus peuplée après Mainland et Whalsay.
L'île est de forme assez rectangulaire, longue de  31 km et large au maximum de 12 km. Elle n'est séparée de l'île d'Unst au nord-est que par un étroit chenal, le Bluemull Sound. La côte orientale est principalement basse et sablonneuses alors que la côte occidentale présente une importante partie rocheuse partiellement composé de falaises. la côte est découpée par sept ou huit baies formant des ports naturels. 
L'île comprend plusieurs villages ou hameaux dont Burravoe, qui abrite le Old Haa Museum, Mid Yell, Cullivoe and Gloup, ainsi Ulsta (avec le ferry pour Mainland), Gutcher, Aywick, West Yell, Sellafirth, Copister, Camb, Otterswick, et West Sandwick.
L'île abrite une faune sauvage dont des loutres (Yell se proclame capitale britannique de la loutre), des phoques communs et gris ou des sternes arctiques

## Référence
- (en) Cet article est partiellement ou en totalité issu de l’article de Wikipédia en anglais intitulé « Yell, Shetland » (voir la liste des auteurs).